# Belvedere di Spinello
Belvedere di Spinello község (comune) Calabria régiójában, Crotone megyében.

## Fekvése
A város a Lese és Neto folyók összefolyásánál fekszik a Sila Grande déli oldalán, a megye központi részén. Határai: Casabona, Castelsilano, Rocca di Neto és Santa Severina.

## Története
A várost a 15. század elején alapították, noha erődítményét korábban, a 4. században építették.  A középkorban nemesi családok birtoka volt. 

## Népessége
A népesség számának alakulása:

## Főbb látnivalói
- a 4. században épült Castello (vár) romjai
- a 15. századi Santa Maria delle Grazie-templom
- az 1908-ban épített San Roco-templom
- Santa Maria della Pietà-szentély
- SS. Trinità-templom
- San Salvatore-templom